# Решетников, Феликс Михайлович
Фе́ликс Миха́йлович Реше́тников (29 декабря 1930, Москва — 17 мая 1998) — советский, российский учёный-юрист, специалист по сравнительному правоведению, уголовному праву и криминологии зарубежных стран, истории политических учений. Один из основоположников сравнительного уголовного права как самостоятельного направления научных исследований. Доктор юридических наук, профессор. Заслуженный деятель науки РФ.

## Биография
В 1953 г. окончил юридический факультет МГУ. Защитил кандидатскую диссертацию на тему: «Критика современной американской криминологии» (1959 г.) и докторскую диссертацию на тему: «Криминологические проблемы развивающихся стран Азии и Африки» (1971 г.).
В 1953—1962 гг. работал в Институте Маркса-Энгельса-Ленина при ЦК КПСС. В 1962—1970 гг. — доцент, профессор Университета дружбы народов имени Патриса Лумумбы.
В 1970—1998 гг. заведовал отделом иностранного уголовного законодательства Института законодательства и сравнительного правоведения при Правительстве РФ.
Принимал активное участие в работе над Основами уголовного законодательства СССР и союзных республик 1991 г.

## Научная деятельность
Опубликовал 10 монографий и около 130 научных работ. Созданный Ф. М. Решетниковым справочник «Правовые системы стран мира» (1993 г.), включая его последующие расширенные версии, стал одним из наиболее популярных и цитируемых российских изданий в области сравнительного правоведения.

### Избранные труды
- Современная американская криминология. — М., 1965;
- Уголовное право буржуазных стран. Вып. 1. Просветительно-гуманистическое направление в уголовном праве. — М., 1965; Вып. II. «Классическая» школа и антрополого-социологическое направление. — М., 1966; Вып. III. Современные буржуазные уголовно-правовые теории. — М., 1967;
- Беккария. — М.: Юрид. лит., 1977;
- Особенная часть уголовного права зарубежных государств /преступления против личности/: Учеб. пособие. — М., 1976;
- Буржуазное уголовное право — орудие защиты частной собственности. — М.: Юрид. лит., 1982;
- «Классическая» школа и антрополого-социологическое направление в уголовном праве. — M., I985.
- Современное американское уголовное право. — М.: Наука, 1990 (в соавторстве);
- Правовые системы стран мира. — М.: Юрид. лит., 1993;
- Российская юридическая энциклопедия / Гл. ред. А. Я. Сухарев. — М.: ИНФРА-М, 1999 (в соавторстве);
- Правовые системы стран мира. — М.: НОРМА, 2000, 2001, 2003 (в соавторстве).